# トム・ロブ・スミス
トム・ロブ・スミス（Tom Rob Smith, 1979年 - ）は、イギリスの小説家、脚本家。スウェーデン人の母とイギリス人の父との間に生まれ、ロンドンで育つ（現在も居住している）。2001年、ケンブリッジ大学を卒業後、1年間イタリアに留学する。その後、テレビドラマの脚本を手がけるようになる。
2008年、スターリン体制下のソ連での連続殺人事件を描いた『チャイルド44』でデビュー、17カ国語に翻訳された。同作により、英国推理作家協会賞（CWA賞）のうちスリラー作品の部門であるイアン・フレミング・スチール・ダガー賞の最優秀賞を受賞する。また、リドリー・スコットが映画化権を買い取ったことにより、映像化が決定した。映画はダニエル・エスピノーサが監督を務め、トム・ハーディ主演、他にノオミ・ラパスやゲイリー・オールドマンが出演しており、全米では2015年4月、日本では2015年7月に公開。邦題は『チャイルド44 森に消えた子供たち』となった。2018年にはドラマシリーズ『アメリカン・クライム・ストーリー/ヴェルサーチ暗殺』の脚本を担当した。

## 作品
- チャイルド44 (Child 44, 2008) 田口俊樹訳 新潮文庫 上巻 ISBN 4102169318 / 下巻 ISBN 4102169326
- グラーグ57 (The Secret Speech, 2009) 田口俊樹訳 新潮文庫 上巻 ISBN 9784102169339 / 下巻 ISBN 9784102169346
- エージェント6 (Agent 6, 2011) 田口俊樹訳 新潮文庫 上巻 ISBN 9784102169353 / 下巻 ISBN 9784102169360
- 偽りの楽園（The Farm, 2014) 田口俊樹訳 新潮文庫 上巻 ISBN 9784102169377 / 下巻 ISBN 9784102169384